# Semomesia splendida
Semomesia splendida är en fjärilsart som beskrevs av Adalbert Seitz 1913. Semomesia splendida ingår i släktet Semomesia och familjen Riodinidae. Inga underarter finns listade i Catalogue of Life.